# Herman Heijermans

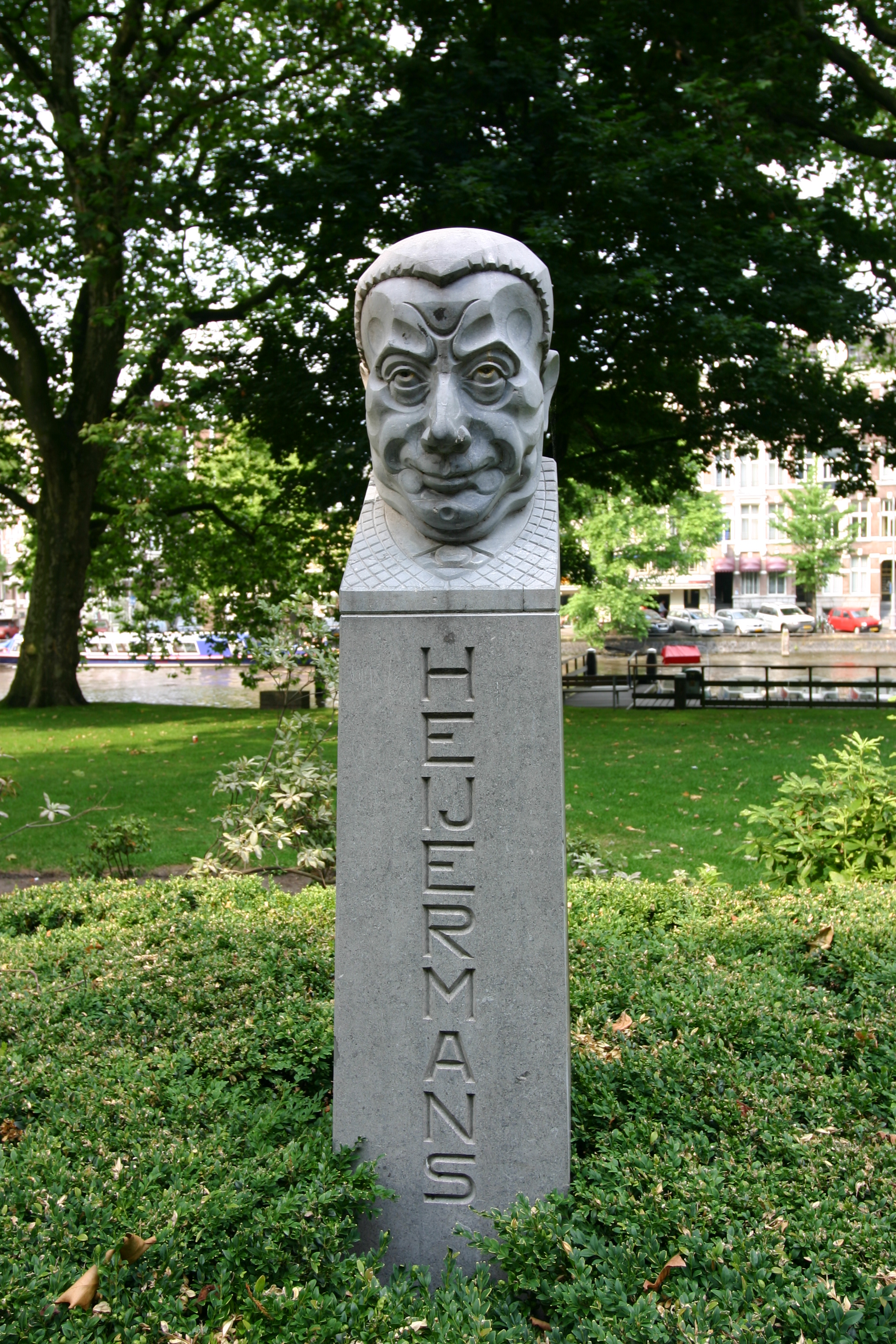
staty över Herman Heijermans i Amsterdam

Herman Heijermans, född 3 december 1864 i Rotterdam, död 22 november 1924 i Zandvoort, var en nederländsk författare och journalist.
Heijermans anställdes först som journalist i "De Telegraaf", där han under pseudonymen Samuel Falkland publicerade följetonger, senare fortsatta i "Handelsblad". Efter det dramatiska debutarbetet Dora Kremer (1893) skrev han Ghetto (1899), uppfört med stor framgång. Större sensation väckte dock det naturalistiska sjömansdramat Op hoop van Zegen (1901; översatt till flera språk och uppfört på åtskilliga europeiska huvudstadsscener; under titeln "Hoppet" uppfört i Göteborg, 1905, även i Stockholm). Det är riktat mot missförhållanden i de nederländska rederierna och socialistiskt färgat. 
Bland Heijermans övriga skådespel kan nämnas det romantiska soldatstycket Het pantser (1902), det något sentimentala Ora et labora (1903; på tyska 1904) och De meid (1908). Många av hans stycken är skrivna på tyska och engelska. Han var även roman- och novellförfattare med bland annat Trinette (1893; tysk upplaga 1902), Kamertjeszonde (två band, 1898) och Diamantstad (1904; "Diamantstaden", 1908). Hans skisser, ofta ypperligt behandlade ämnen från judiska familjelivet, utkom under titeln Schetsen van Samuel Falkland I–XI (1896–1907). Han redigerade 1901 socialisttidningen "De Jonge Gids", deltog i utgivandet av "De Nieuwe Tijd" och var senare bosatt i Berlin som medarbetare i "Berliner Tageblatt".